# Оржев
О́ржев (укр. Оржів) — посёлок в Клеванской поселковой общине Ровенского района Ровенской области Украины.

## Географическое положение
Находится при впадении р. Устье в реку Горынь.

## История
Селение Ровенского уезда Волынской губернии Российской империи. В 1902 году в селе насчитывалось 1057 жителей, 183 дома, почта и деревянная церковь.
В ходе советско-польской войны во второй половине сентября 1920 года Оржев заняли польские войска и он остался в составе Волынского воеводства Польши, в сентябре 1939 года вошёл в состав СССР.
В ходе Великой Отечественной войны с июля 1941 до 31 января 1944 года находился под немецкой оккупацией. Во время Волынской резни в посёлок стекались польские беженцы из окрестных деревень, надеясь на защиту оккупационной администрации. В ночь на 11 марта 1943 года Оржев подвергся нападению большого отряда УПА под руководством Сергея Качинского, в результате чего поляки были эвакуированы в Клевань. Нападавшие сожгли деревообрабатывающий завод, но командир отряда уповцев Качинский погиб. Согласно украинским националистическим источникам, отряд УПА во время нападения нанёс огромные потери нацистам (60 человек), при собственных потерях в 4 человека. 31 декабря 1943 уповцы снова напали на Оржев. Польские историки приводят число убитых в 30 человек, как немцев, так и мирных поляков.
В августе 1959 года населённый пункт получил статус посёлка городского типа, здесь действовал деревообрабатывающий комбинат.
В январе 1989 года численность населения составляла 4127 человек.
По состоянию на 1 января 2013 года численность населения составляла 3885 человек.

## Объекты
- деревообрабатывающий комбинат[8]
- 1448-я центральная артиллерийская база вооружений вооружённых сил Украины (в/ч А-4559)[9].

## Транспорт
Ж.-д. станция Оржев Львовской железной дороги.